# Теребуха Іван Миколайович
Іван Миколайович Теребуха (нар. 7 липня 1966, Любомль, Волинська область, Українська РСР) — український воєначальник, генерал-майор. Командувач Повітряного командування «Схід» Повітряних сил Збройних сил України. Учасник російсько-української війни.

## Життєпис
Іван Теребуха народився 7 липня 1966 року в місті Любомлі. Його батько був військовослужбовцем у військовій частині міста. Іван Миколайович випустився з любомльської школи № 2.
З 2004 по 2008 рік ― командир тактичної групи «Крим» Повітряного командування «Південь».
У 2008 ― 2014 роках Іван Теребуха служив першим заступником командира Повітряного командування «Захід».
З 2014 року по 2020 рік Іван Миколайович проходив службу на посаді начальника штабу — першого заступника командира Повітряного командування «Південь».
Від 2020 року — командувач Повітряного командування «Схід» Збройних сил України. Водночас генерал-майор Теребуха займає посаду заступника командувача ООС з авіації та протиповітряної оборони — начальника авіації та протиповітряної оборони.

## Науковий доробок
Іван Миколайович — кандидат технічних наук, старший науковий співробітник науково-дослідницького відділу Наукового Центру Повітряних Сил Харківського національного університету Повітряних Сил імені Івана Кожедуба.

## Військові звання
- полковник
- генерал-майор (21 серпня 2007)[4]

## Нагороди
- орден Богдана Хмельницького II ступеня (26 лютого 2023) — за особисту мужність і самовідданість, виявлені у захисті державного суверенітету та територіальної цілісності України, вірність військовій присязі.[15]
- орден Богдана Хмельницького III ступеня (2 травня 2022) — за особисту мужність і самовіддані дії, виявлені у захисті державного суверенітету та територіальної цілісності України, вірність військовій присязі.[16]
- медаль «За військову службу Україні» (10 жовтня 2019) — за особисту мужність і самовідданість, виявлені під час бойових дій, високий професіоналізм та зразкове виконання службових обов'язків.[17]